# HRD Motor
La HRD Motor è stata una casa motociclistica fondata a Busto Arsizio, nel 1980, dal designer Luciano Marabese che era anche il progettista dei modelli.
I prodotti maggior interesse erano i 125cm³ stradali della serie 125 WH che comprendeva le gemelle Red Horse e White Horse, con motore TAU da 24 cv, identiche in tutto tranne che nel colore, la Silver Horse, color argento, con motore da 26 cavalli e la Formula, una moto da pista con ben 32 cv.
Successivamente venne prodotta la 125 WH Road, una versione turistica, non carenata con manubrio alto e motore depotenziato a 22 cv.
Prodotte artigianalmente in pochi esemplari e vendute a prezzo praticamente doppio rispetto a quello delle concorrenti dell'epoca, queste 125 vengono ricordate dai sedicenni di allora come vere e proprie "piccole Bimota" innovative nel design e nella ciclistica.
Negli anni 1984 e 1985 vari modelli vennero anche testati dalla rivista "Motociclismo"
Nel 1987 l'azienda chiude i battenti e il marchio viene assorbito dalla Kram-It.